# Manfredo Tafuri
Pour les articles homonymes, voir Tafuri.
Manfredo Tafuri est un architecte, théoricien, historien, critique de l'architecture, marxiste italien né le 4 novembre 1935 à Rome et mort le 23 février 1994 à Venise. Il est connu pour ses travaux  sur les avant-gardes du XXe siècle.

## Biographie
Manfredo Tafuri est connu pour ses critiques des historiens précédents comme Bruno Zevi ou Sigfried Giedion et pour avoir contesté la conception de la Renaissance comme un « âge d'or » telle que présentée dans les travaux de Heinrich Wölfflin ou Rudolf Wittkower.
Pour Tafuri, l'histoire de l'architecture ne suit pas un schéma téléologique dans lequel un style succède à un autre dans la séquence linéaire. Au lieu de cela, c'est une lutte continue qui se joue sur les niveaux critique, théorique et idéologique ainsi que par les contraintes imposées à la pratique. Et cette lutte se poursuit dans le présent, histoire de l'architecture n'est pas un sujet académique mort, mais un espace ouvert de débat. À son avis, comme d'autres domaines culturels, mais plus encore en raison de la tension entre son caractère autonome et artistique et ses dimensions techniques et fonctionnelles, l'architecture est un domaine défini et constitué par la crise.
Pendant les années 1970, Tafuri a publié des essais dans Oppositions (en), le journal dirigé par Peter Eisenman. Bien que toujours intéressé par la Renaissance, il consacra la dernière décennie de sa carrière à réévaluer la théorie et la pratique de l'architecture Renaissance en explorant les contextes sociaux, intellectuels et culturels, dégageant les usages de représentation qui ont déterminé toute l'époque.
Manfredo Tafuri meurt à Venise d'un arrêt cardiaque le 23 février 1994. Il reçoit à titre posthume en 1997 la médaille du mérite de la culture et de l'art.

## Publications
- (it) Manfredo Tafuri, Teorie e storia dell'architettura, Bari, Laterza, 1968 (ISBN 8842027006).
- (it) Manfredo Tafuri, « Per una critica dell'ideologia architettonica », Contropiano (Materiali Marxisti) no 1,‎ 1969.
- (it) Manfredo Tafuri, Renovatio urbis : Venezia nell'età di Andrea Gritti (1523-1538), Rome, Officina, 1894, 363 p. (OCLC 929859214).